# Na Thawi District Stadium
Das Na Thawi District Stadium (Thai สนามกีฬากลางอำเภอนาทวี) ist ein Mehrzweckstadion im District Na Thawi in der südlichen Provinz Songkhla, Thailand. Es wird hauptsächlich für Fußballspiele genutzt und war das Heimstadion des thailändischen Drittligisten Songkhla United Football Club. Das Stadion hat eine Kapazität von 2500 Personen. Eigentümer und Betreiber des Stadions ist der Na Thawi District.

## Nutzer des Stadions
| Verein             | Zeitraum der Nutzung |
| ------------------ | -------------------- |
| Songkhla United FC | 2016 bis 2017        |